# Marianne Boer
Marianne Boer (Vlissingen, 30 juli 1968 – Amsterdam, 19 december 2022) was een Nederlands pianiste, correpetitor en docent aan het Conservatorium van Amsterdam.

## Biografie
Boer werd geboren in Vlissingen. Ze zat al jong op het podium. Ze had lessen vanaf haar achtste op de Zeeuwse Muziekschool bij Gé Audenaerdt, trad als tienjarige op met het Zeeuws Jeugdorkest en had op veertienjarige leeftijd haar eigen soloconcert in het Kuiperspoortgebouw. Niet alle optredens konden doorgaan; de Arbeidsinspectie hield sommige tegen.  
In 1983 won ze met vier anderen, waaronder Wibi Soerjadi, de Rotterdamse Pianodriedaagse. In 1984 was ze finaliste bij de AVRO en Sweelinck Concours. 
In 1988 kreeg Boer de aanmoedigingsprijs uit Vlissingen, de “Jong Zeeuws Talent in 1988” samen met de toen achttienjarige Maurice Huegen met wie ze jarenlang zou optreden.
In 1991 en 1996 verkreeg Boer de Zilveren Vriendenkrans van het Koninklijk Concertgebouw.
Boer studeerde in 1992 cum laude af bij Jan Wijn aan het Sweelinck Conservatorium en studeerde muziekwetenschap aan de Universiteit van Amsterdam en de Universiteit van Utrecht, waar ze in 2002 afstudeerde en de studie behaalde.
Vanaf 1997 ging Boer onder meer werken als docent en co-repetitor aan het Conservatorium van Amsterdam. Ze werkte acht jaar als hoofdvakdocent aan de Sweelinck Academie van het conservatorium, een klas voor jonge talenten. Tussen 2006 en 2013 was ze docent hoofdvak piano aan de University College Roosevelt.
In 1994 hield ze, op uitnodiging van de Nederlandse ambassadeur, een solotournee in Nigeria en Benin. Boer trad zowel in Nederland als internationaal op als soliste.

## Persoonlijk
Boer overleed in december 2022. Marianne Boer had in Gerhard Opheikens een levensgezel. Zoon Vincent Opheikens speelt gitaar; was in 2022 winnaar van het Koninklijk Concertgebouw Concours en te zien bij Podium Klassiek met werk van Heitor Villa-Lobos. Ze werd vanuit de woning aan de Herengracht begraven op Begraafplaats Sint Barbara.  